# Итоговый турнир WTA 2006
Sony Ericsson Championships 2006 — турнир сильнейших теннисисток, завершающий сезон WTA. В 2006 году прошло 36-е по счёту соревнование для одиночных игроков и 31-е для парных. Традиционно турнир проводится поздней осенью — в этом году с 7 по 12 ноября на кортах Madrid Arena в Мадриде, Испания, который впервые принимает итоговый турнир.
Прошлогодние победители:
- одиночки —  Амели Моресмо
- пары —  Лиза Реймонд /  Саманта Стосур

## Квалификация
Квалификация на этот турнир происходит по итогам чемпионской гонки WTA.

### Одиночный турнир
Золотистым цветом выделены теннисистки, отобравшиеся на Итоговый турнир года в Мадриде. 
 Серебристым — запасные на турнире в Мадриде. 
| Рейтинг Чемпионской гонки 2006 | Рейтинг Чемпионской гонки 2006 | Рейтинг Чемпионской гонки 2006 | Рейтинг Чемпионской гонки 2006 |
| #                              | Теннисистка                    | Очки                           | Турниры                        |
| ------------------------------ | ------------------------------ | ------------------------------ | ------------------------------ |
| 1                              | Жюстин Энен-Арденн             | 3 473                          | 14                             |
| 2                              | Мария Шарапова                 | 3 297                          | 14                             |
| 3                              | Амели Моресмо                  | 3 022                          | 17                             |
| 4                              | Светлана Кузнецова             | 2 668                          | 21                             |
| 5                              | Надежда Петрова                | 2 166                          | 23                             |
| 6                              | Ким Клейстерс                  | 1 980                          | 15                             |
| 7                              | Елена Дементьева               | 1 944                          | 22                             |
| 8                              | Мартина Хингис                 | 1 926                          | 19                             |
| 9                              | Патти Шнидер                   | 1 704                          | 25                             |
| 10                             | Динара Сафина                  | 1 442                          | 21                             |

### Парный турнир
| Рейтинг Чемпионской гонки 2006 | Рейтинг Чемпионской гонки 2006 | Рейтинг Чемпионской гонки 2006 | Рейтинг Чемпионской гонки 2006 |
| #                              | Команда                        | Очки                           | Турниры                        |
| ------------------------------ | ------------------------------ | ------------------------------ | ------------------------------ |
| 1                              | Лиза Реймонд Саманта Стосур    | 4 120                          | 22                             |
| 2                              | Чжэн Цзе Янь Цзы               | 3 022                          | 19                             |
| 3                              | Кара Блэк Ренне Стаббс         | 2 459                          | 18                             |
| 4                              | Квета Пешке Франческа Скьявоне | 2 116                          | 17                             |

## Соревнования

### Одиночные соревнования
Жюстин Энен-Арденн обыграла  Амели Моресмо со счётом 6-4, 6-3.
- Энен-Арденн выиграла 6-й одиночный титул в сезоне и 29-й за карьеру в туре ассоциации.
- Моресмо сыграла 7-й одиночный финал в сезоне и 43-й за карьеру в туре ассоциации.

### Парные соревнования
Лиза Реймонд /  Саманта Стосур обыграли  Кару Блэк /  Ренне Стаббс со счётом 3-6, 6-3, 6-3.
- Реймонд выиграла 10-й парный титул в сезоне и 60-й за карьеру в туре ассоциации.
- Стосур выиграла 10-й парный титул в сезоне и 17-й за карьеру в туре ассоциации.